# تشاك فيندلي
تشاك فيندلي (بالإنجليزية: Chuck Findley)‏ هو عازف جاز أمريكي، ولد في 13 ديسمبر 1947 في جونستاون في الولايات المتحدة.

## وصلات خارجية
- تشاك فيندلي على موقع ميوزك برينز (الإنجليزية)
- تشاك فيندلي على موقع أول ميوزيك (الإنجليزية)
- تشاك فيندلي على موقع ديسكوغز (الإنجليزية)